# كأس النرويج 1912
كأس النرويج 1912 (بالنرويجية: Norgesmesterskapet i fotball for menn 1912)‏ هو الموسم 11 من كأس النرويج. أشرف على تنظيمه اتحاد النرويج لكرة القدم، وكان عدد الأندية المشاركة فيه 8، وفاز فيه Mercantile SFK ‏.